# Faletići (Republika Serbska)
Faletići (cyr. Фалетићи) – wieś w Bośni i Hercegowinie, w Republice Serbskiej, w mieście Sarajewo Wschodnie, w gminie Istočni Stari Grad. W 2013 roku liczyła 33 mieszkańców.